# Byle do jutra
Byle do jutra (chiń. 英雄本色; pinyin Yīngxióng běnsè; jyutping Jing1 hung4 bun2 sik1) – hongkoński film akcji z 1986 roku w reżyserii Johna Woo.

## Opis fabuły
Klasyczny film gangsterski opowiadający historię dwóch braci. Jeden z nich, Kit (Leslie Cheung), jest młodym i zdolnym policjantem, a drugi – Ho (Lung Ti), przestępcą, który razem ze swoim przyjacielem (Chow Yun Fat) pracuje dla jednej z organizacji przestępczych Hongkongu. Ich ojciec zostaje zabity; w tym czasie Ho trafia do więzienia. Po trzech latach wychodzi na wolność i postanawia zmienić swoje dotychczasowe życie. Jednak byli wspólnicy Ho chcą, by powrócił do ich gangu.

## Obsada
Źródło: Filmweb
- Lung Ti jako Sung Tse-Ho
- Leslie Cheung jako Sung Tse-Kit
- Yun-Fat Chow jako Mark Lee
- Emily Chu jako Jackie
- Waise Lee jako Shing
- Kenneth Tsang jako Ken
- Kenneth Tsang jako Ken

i inni. 